# Amplinus haenschi
Amplinus haenschi är en mångfotingart som först beskrevs av Carl 1918.  Amplinus haenschi ingår i släktet Amplinus och familjen Aphelidesmidae. Inga underarter finns listade i Catalogue of Life.